# アリアナ・ハフィントン

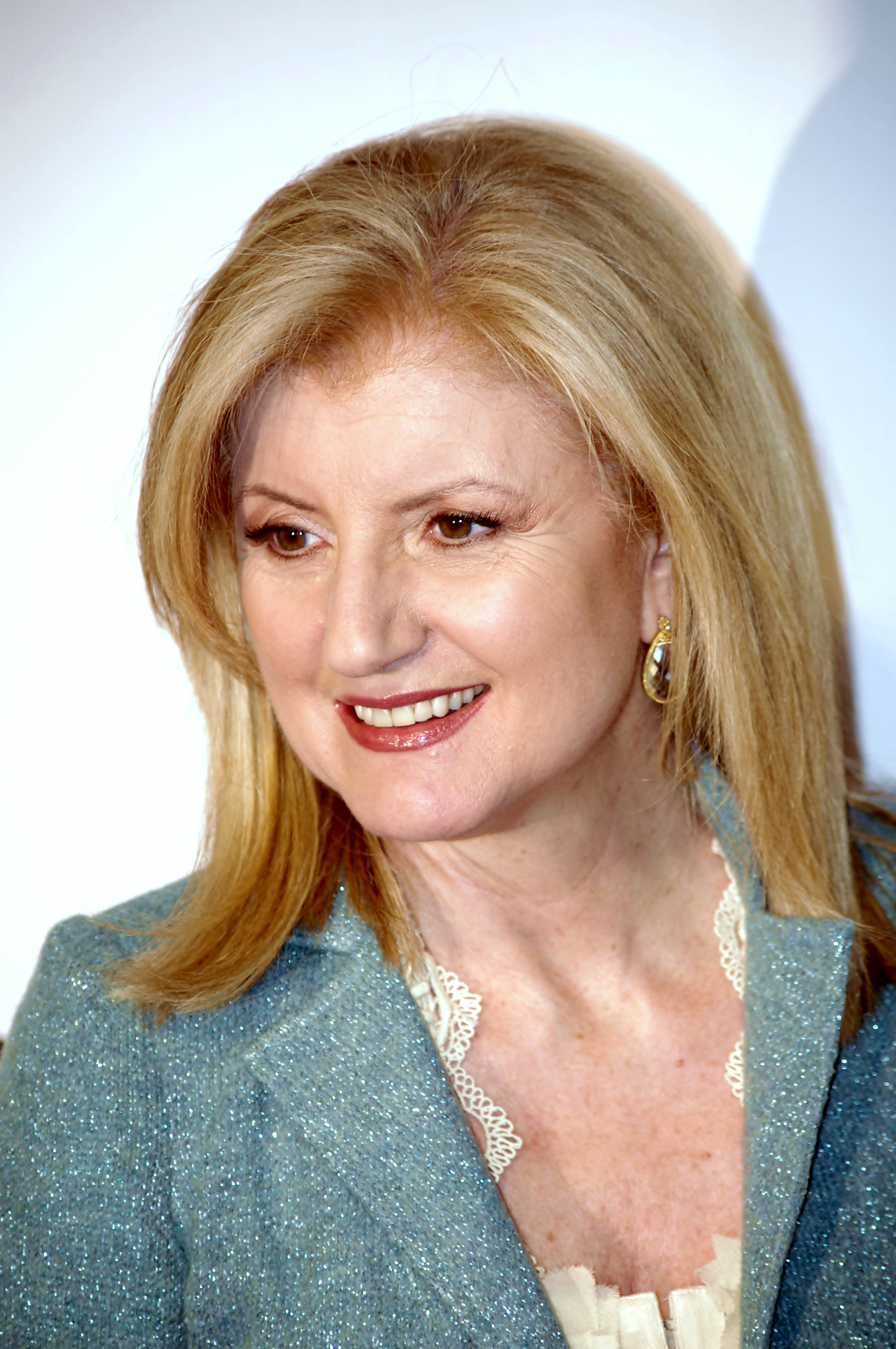
アリアナ・ハフィントン

アリアナ・ハフィントン（Arianna Huffington,旧姓Arianna Stassinopoulos, 1950年7月15日 - ）は、ギリシャ系アメリカ人の作家であり、コラムニスト、著作家、実業家。リベラル系ニュースサイト『ハフィントン・ポスト』の共同創設者であり、スライブ・グローバル（Thrive Global）の創設者兼CEO。
2003年、カリフォルニア州知事選挙に独立候補者として出馬。
2009年には、フォーブズ誌による「メディア界で最も影響力のある女性」の12位に選出された。ガーディアン誌選出の「メディア界のトップ100人」の42位にも選出されている。

## 経歴

### 生い立ち
ギリシャのアテネにて出生。16歳の時にイギリスに引っ越し、ケンブリッジ大学ガートン・カレッジに入学。1971年には、女子学生として3人目となるケンブリッジ・ユニオン・ソサエティのプレジデントとなった。1972年に、経済学学士号（現在のケンブリッジ大学のシステムにおいては修士号に相当）を取得。

### メディアにおいての存在
1970年代に、ハフィントンは、イギリスBBCラジオ4の政治的な番組「何か質問は?」にパネリストとしてしばしば出演し、政治論議をした。また、BBCのテレビ番組「Call My Bluff」や「Face the Music」にも出演した。
アメリカでは、公共ラジオ放送である「左翼、右翼、中道」を共同司会した。2007年5月には、エア・アメリカラジオにおいて「アメリカでの7日間」の共同司会を始めた。1980年代後半、ハフィントンはナショナル・レビュー誌に記事を寄せる。1981年にはマリア・カラスの伝記、1996年にはパブロ・ピカソの伝記などを執筆。1996年には、コメディ・セントラルの大統領選挙についての番組に出演。
2007年の11月17日には、レイチェル・マドーの代打として、MSNBCの番組レイチェル・マドー・ショーの司会をつとめた。
ハフィントン・ポストを開始する前には、ウェブサイトAriannaonline.comや、Resignation.comを運営していた。

### カリフォルニア州知事選出馬
2003年、ハフィントンは、独立候補者として、カリフォルニア州知事選に出馬した。彼女が環境志向のハイブリッド車プリウスを所有しているのに対し、ライバル候補であったアーノルド・シュワルツェネッガーがパワフルではあるが極度に燃費が悪いハマー車を所有していることに触れ、ハフィントンは選挙戦を「ハマー車対ハイブリッド車」と評し、環境問題に対する意識の違いを争点としようとした。だがその後選挙アドバイザーの意見を受け、2003年9月30日に選挙から撤退した。

### ハフィントン・ポスト
2005年に共同でハフィントン・ポストを設立。

### スライブ・グローバル
2016年にハフィントン・ポストの役職を辞し、生産性と健康状態の改善を目指す行動変容テクノロジー企業スライブ・グローバル（Thrive Global）を設立、これに注力した。スライブ・グローバルは2019年にはメディア企業WaitWhatと提携して、オーディオで「マインドフルネス体験」を作り出すというポッドキャスト「メディテイティヴ・ストーリー（瞑想的な物語）」の提供を開始した。

## 政治的スタンス
ハフィントンの政治的スタンスは90年代に大きく変化する。当初は保守派政治家であるニュート・ギングリッチを支持し、1996年には共和党のボブ・ドール大統領候補を支持するなど、保守寄りだったハフィントンだが、徐々に左派よりの意見を持つようになる。ハフィントン自身は、現在の政治的スタンスを「進歩的ポピュリスト」としている。

## 宗教観
ハフィントンは生涯に渡りスピリチュアリティに関心を持っており、若い頃、恋人のバーナード・レヴィンと共に、インド人導師バグワン・シュリ・ラジニーシ率いるラジニーシ運動を探求し、後に自己啓発セミナーのエアハード式セミナートレーニング（略称：est、エスト、後ランドマーク・フォーラム）の創始者であるワーナー・エアハードと交際し、ジョン＝ロジャー・ヒンキンスのスピリチュアル・インナー・アウェアネス運動に所属した。1994年、『The Fourth Instinct（第四の本能）』という自己啓発書を出版し、人間は生存、権力、性という3つの基本的な本能があり、これを乗り越え、より高次で優れた自己を見出すべきだと説いた。